# Juancho Evertsz

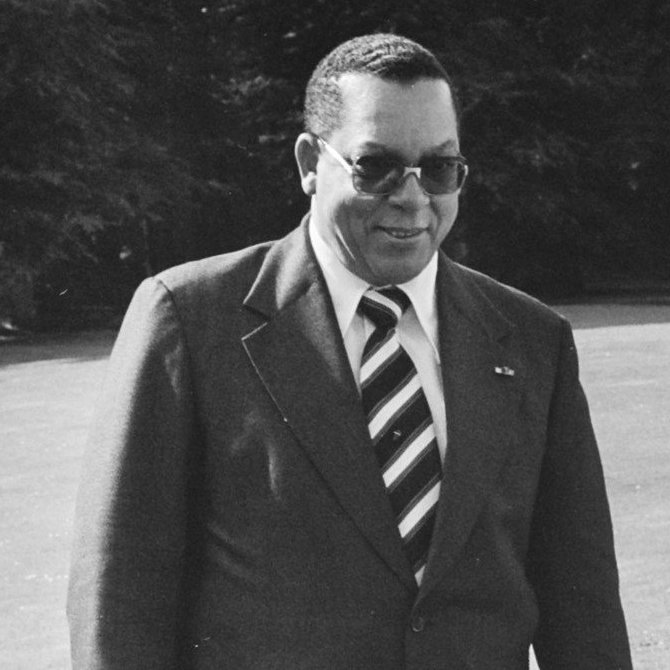
Juanito Miguel Gregorio Evertsz (1974)

Juan Miguel Gregorio Evertsz (* 8. März 1923 auf Curaçao; † 30. April 2008 auf Curaçao) war ein Politiker auf den niederländischen Antillen.
Er war von 1973 bis 1977 Premierminister der Niederländischen Antillen und einer der Gründungsmitglieder und Führer der National People’s Party (NVP).